# Бутримовка
Бутри́мовка (бел. Бутрымаўка) — деревня в составе Буйничского сельсовета Могилёвского района Могилёвской области Республики Беларусь. Деревня планировочно представляет собой традиционные деревянные крестьянские усадьбы с хозяйственными постройками поставленными вдоль короткой прямолинейной улицы, ориентированной с юго-запада на северо-восток.

## География
Находится 5 км к западу от Могилёва и железнодорожной станции Голынец на линии Могилёв—Осиповичи. Рельеф равнинный. На западе течёт река Лахва (приток реки Днепр). Транспортные связи по местной дороге и дальше по шоссе Могилёв—Минск. 6 хозяйств, 13 жителей (2007).

## История
Основана в начале 1920-х годов переселенцами с соседних деревень.
С 17 июля 1924 года в Могилёвском районе Могилёвского округа, до 26 июля 1930 года.
С 20 февраля 1938 года в Могилёвской области. В 1930-е годы сельчане вступили в колхоз.
В Великую Отечественную войну с июля 1941 года до 27 июня 1944 года оккупирована немецко-фашистскими захватчиками.
В 1990 году 4 хозяйства, 9 жителей, в составе колхоза «Маяк коммунизма» (центр — деревня Тишовка).